# リーシュ

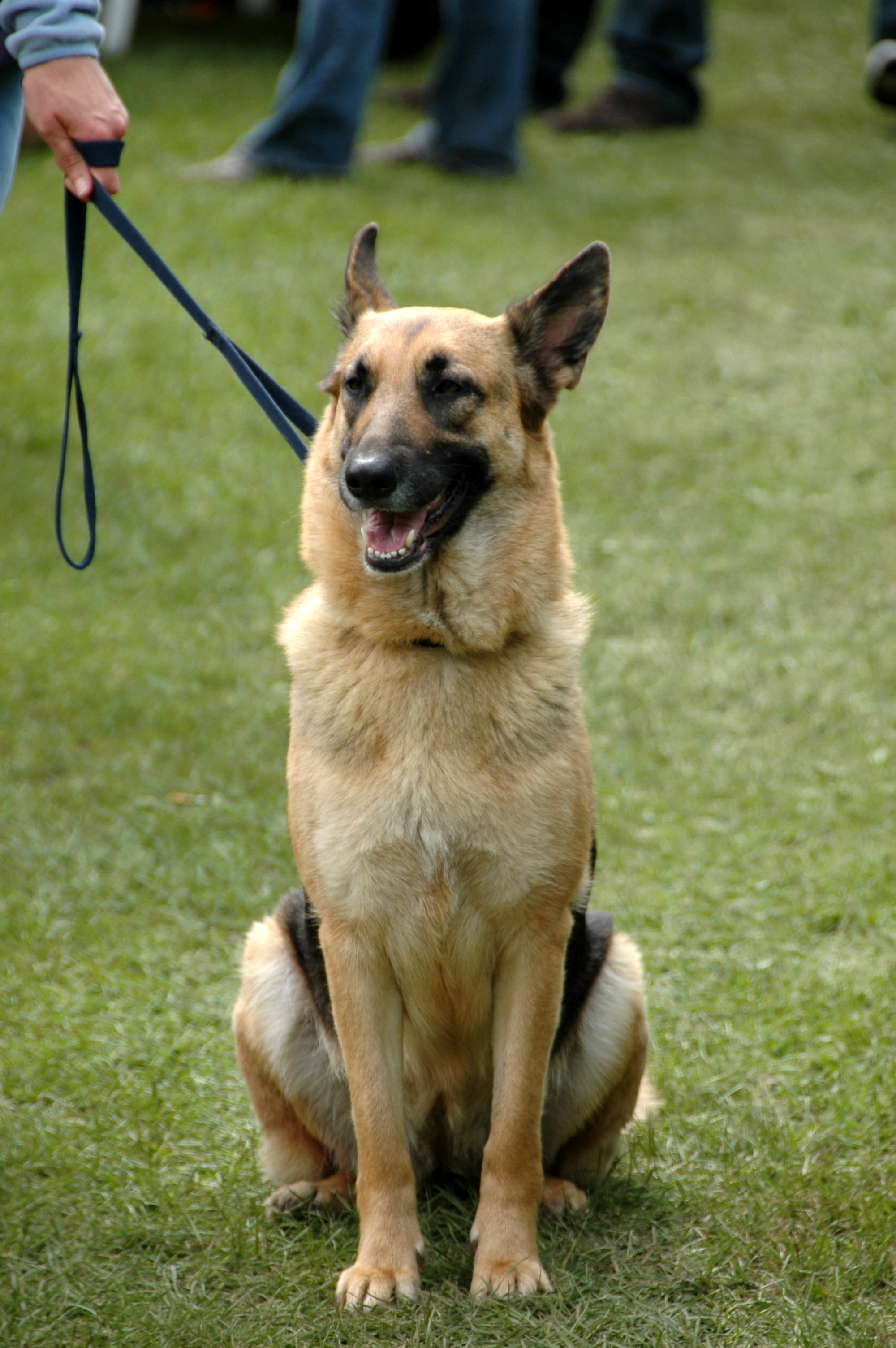
犬のリーシュ

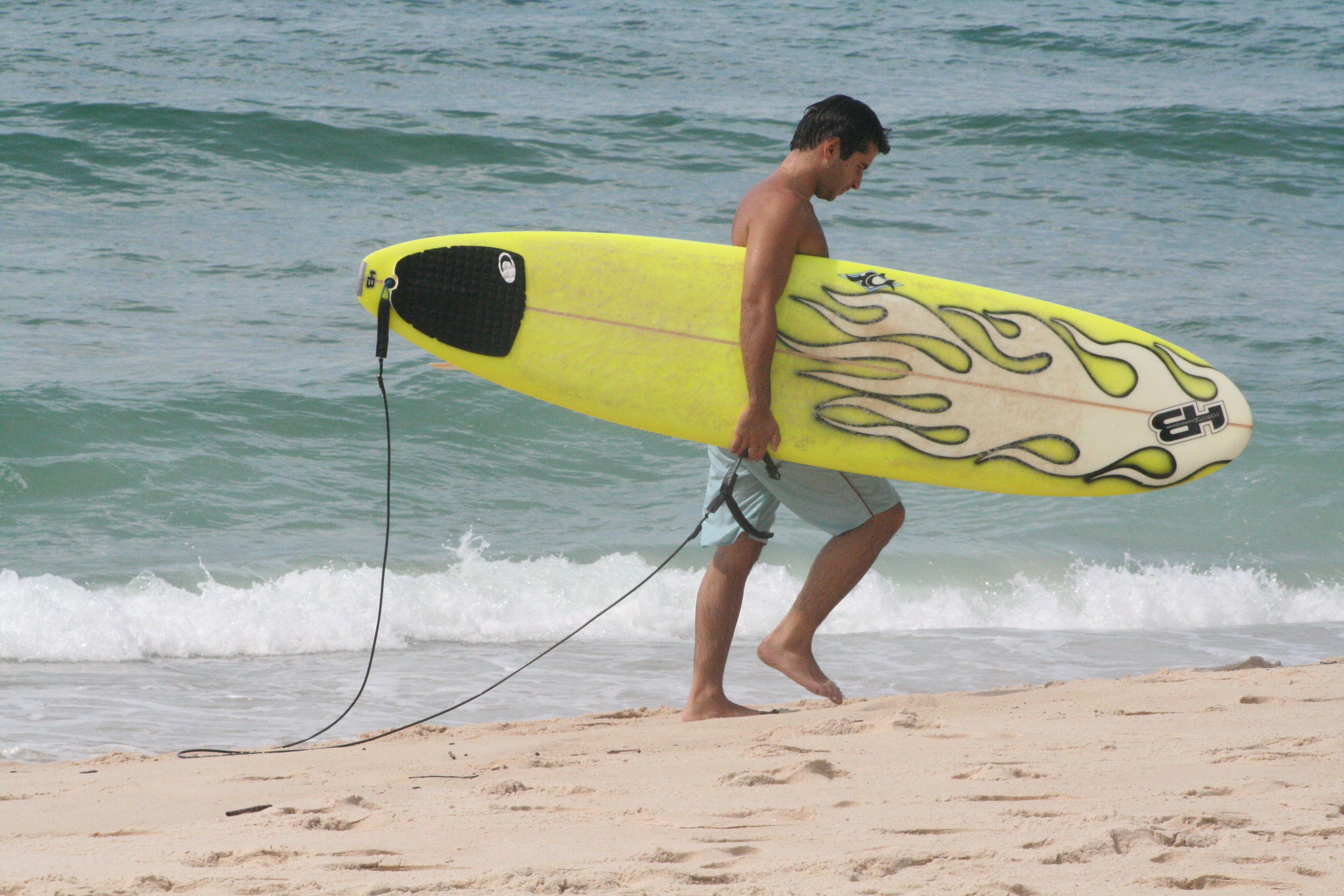
サーフボードのリーシュ

リーシュ (leash) は、何かが離れないよう繋ぎ止める紐である。リーシュコードとも呼ぶ。犬などのペット動物・サーフボードなどが人から離れないよう繋ぎ止める用途に用いられる。
アンリーシュ (unleash) とは、繋ぎ止めていた紐を離すことを指す。
船を岸に繋ぎ留める綱は舫い綱（もやいづな）と呼ぶ。

## ペット動物
ペット動物、特に犬の首輪につけ飼い主が握る紐である。リードとも呼ばれる。

## ボード
サーフボードやボディボード又はスノーボードやスキー・スキーボード等が体から離れないようつなぎ止めておく紐である。ボード等が流されてしまったり斜面を勝手に滑ってしまった場合、本人でなく他の人間が事故に遭う可能性があり、それを予防するための紐である。
- サーフボード
  - スタイルにもよるが、通常、ボードの後端と、後ろ側の足首をつなぐ。ボードには、リーシュを通す穴（貫通した孔ではなく、表面の凹みで、リーシュを縛る桁が渡してある）があいている。長さとしては、使用する板によって違いはあるものの大体6フィートから8フィート位である。

- ボディボード
  - サーフボードと違い腹ばいにボードに乗るボディボードの場合は、足では無く腕にリーシュを装着する。ボードには元からリーシュが装着されているモノと任意でリーシュ装着部分の穴を開けるものとに分かれる。又、腕に装着する関係上、パドルの邪魔にならないようコイル状に巻かれているモノが主流である。

- スノーボード
  - スノーボードは、サーフボードと同じく横乗りと言う共通点はあるものの、重心を前傾に保つことが多い為リーシュは前側の足につなぐ。ボード側にはリーシュの穴と言う物は存在せず、前側の足のバインディングに装着する。スキー場によってはリーシュを付けていないとリフトに乗せてもらえない場合もある。

- スキー・スキーボード（ファンスキー）
  - スキーの中でも簡易バインディング（ビンディング）が装着されている板（特にスキーボードやファンスキーと言ったショートの物）は、通常の開放機能の付いているバインディング（ビンディング）のような流れ止め機能（スキーブレーキ）を持たない為、リーシュコードを両足それぞれに装着する。リーシュは踵部分のヒールカップから伸びている物が殆どである。また、主に山岳スキーやバックカントリースキーにおいて、ビンディングにスキーブレーキが装着されていないスキー板が使われる事があるほか、スキーブレーキ装着の有無に関係なく、深雪での転倒時に外れたスキー板が紛失したり回収不可能（外れたスキー板の場所まで移動が困難や不可能）[1]になる事もあり、スキーの回収を容易にする目的と遭難防止のために、従来より「流れ止め」とも呼ばれるリーシュがよく使用されている。